# Samuel Scherrer
Samuel Scherrer (ur. 15 marca 1997) – szwajcarski zapaśnik walczący w stylu wolnym. Zajął jedenaste miejsce na mistrzostwach świata w 2024 roku. 
Wicemistrz Europy w 2020 i 2021. Trzeci w indywidualnym Pucharze Świata w 2020. Zajął dziesiąte miejsce na igrzyskach wojskowych w 2019 roku.
Jego wujek Rolf Scherrer był zapaśnikiem i olimpijczykiem z Sydney 2000 i Aten 2004.